# حارة على حسين على (المنصورة)
حارة على حسين على هي إحدى حارات حي تلال شمسان الواقع بمديرية المنصورة التابعة لمحافظة عدن، بلغ تعداد سكانها 3495 نسمة حسب تعداد اليمن لعام 2004.